# FTTH P2P
L'architecture FTTH P2P (point à point) est une architecture de déploiement réseau fibre optique, concurrente des architectures PON et AON (fibre avec amplificateur et multiplexeur actifs). Elle nécessite la pose d'une fibre continue et non partagée entre le NRO (Nœud de Raccordement Optique de l'opérateur) et l'utilisateur (cette partie n'est jamais multiplexée).
Cette architecture a comme particularité de fournir à chaque terminaison de réseau une fibre dédiée.
Cette technologie a l'avantage de permettre l'allocation de toute la bande passante potentiellement disponible sur une fibre pour un abonné, contrairement à la technologie PON qui partage la bande passante d'une fibre entre les abonnés raccordés sur le même arbre PON (jusqu'à 64 ou 128 utilisateurs). Par contre elle présente l'inconvénient de nécessiter de nombreuses fibres, ce qui est coûteux à gérer (notamment en milieu urbain) et compliqué en gestion (notamment au sein du NRO).

Structure d'un réseau FTTH P2P
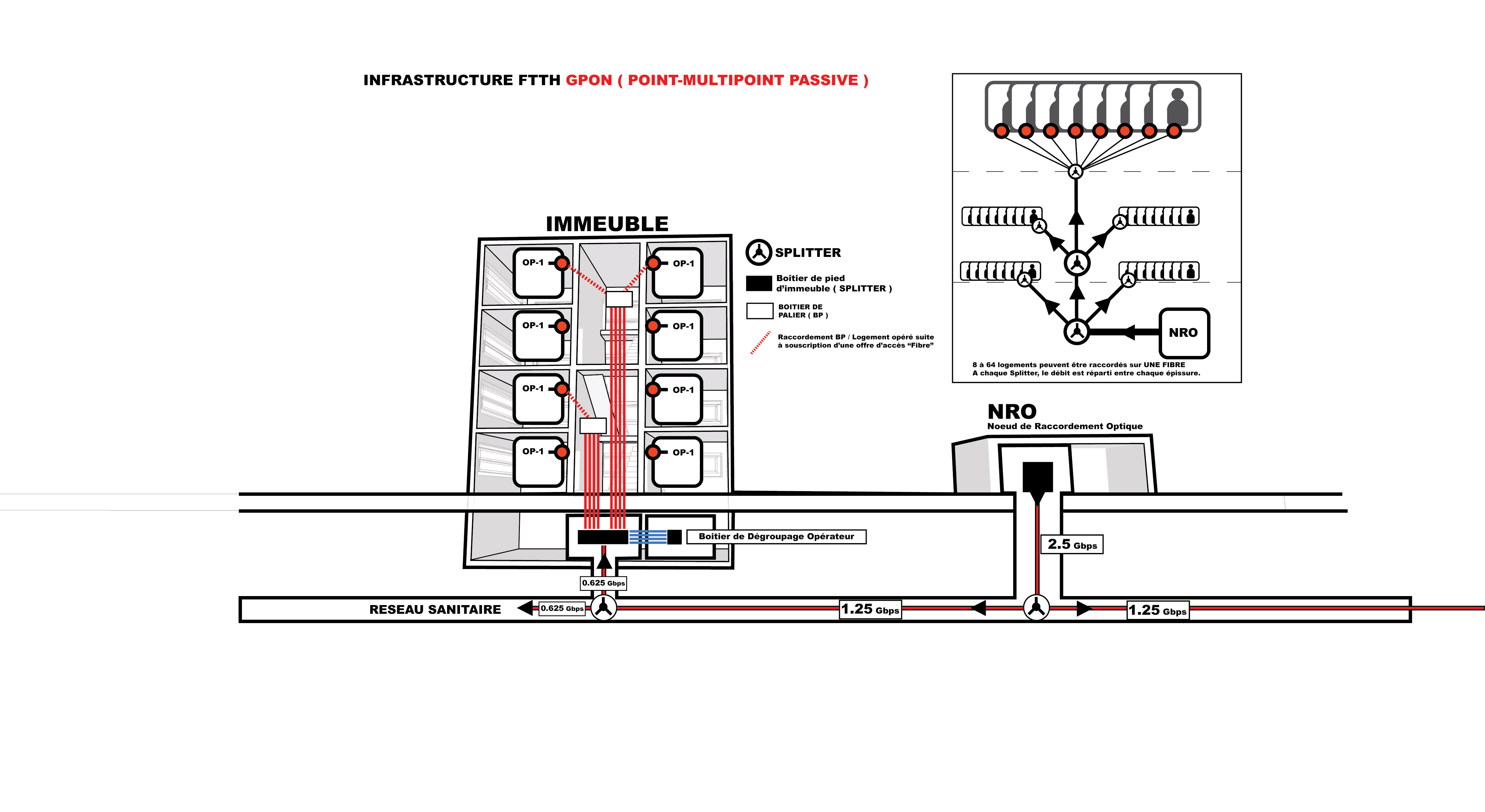
Schéma d'un réseau Ftth Gpon